# KLab
KLab 주식회사(영어: KLab Inc., 일본어: クラブ 케라푸[*])는 일본 도쿄도 미나토구에 본사를 둔 비디오 게임 개발업체이다.

## 연혁
- 2000년 8월 1일: 회사 설립

## 주요 비디오 게임
- 러브라이브! 스쿨 아이돌 페스티벌